# Myszka wz. 32
Myszka wz. 32 – polska bomba zapalająca.
Cylindryczny korpus myszki wz. 32 wykonany był z elektronu. Do jego tylnej części za pomocą czterech gwoździków przymocowane były brzechwy, a w czołową była wkręcana głowica również wykonana z elektronu. W głowicy osadzony był zapalnik wtłoczeniowy. Za zapalnikiem znajdowała się kostka mieszaniny rozpalającej I składającej się z 62% tlenku żelaza, 33,5% magnezu i 4,5% krzemku wapnia, następnie kostka mieszaniny rozpalającej II składającej się z 55% zgorzeliny żelaznej, 12,5% tlenku żelaza, 32,5% magnezu, a reszta korpusu wypełniona była mieszanina rozpalającą II o składzie 70% zgorzeliny żelaznej i 30% magnezu.
Myszki wz. 32 były podwieszane pod wyrzutniki w kasetach. W każdej kasecie mieściło się 20 bomb. Minimalna wysokość zrzutu była równa 100 m.